# Gentiana cachemirica
Gentiana cachemirica är en gentianaväxtart som beskrevs av Joseph Decaisne. Gentiana cachemirica ingår i släktet gentianor, och familjen gentianaväxter. Inga underarter finns listade i Catalogue of Life.